# Aj-Pim
L'Aj-Pim (in russo Ай-Пим?) è un fiume della Russia siberiana occidentale, affluente di destra del Pim (bacino idrografico dell'Ob'). Scorre nel Surgutskij rajon del Circondario Autonomo degli Chanty-Mansi-Jugra.
Il fiume ha origine nella regione degli Uvali siberiani. Scorre in direzione sud-orientale attraverso una zona paludosa ricca di laghi, parallelamente al corso del Pim, in cui sfocia a 153 km dalla foce. La lunghezza del fiume è di 258 km, il bacino imbrifero è di 1 780 km². 